# Buntonia tacheri
Buntonia tacheri is een mosselkreeftjessoort uit de familie van de Trachyleberididae. De wetenschappelijke naam van de soort is voor het eerst geldig gepubliceerd in 1990 door Machain-Castillo.